# Vorbaugerüst

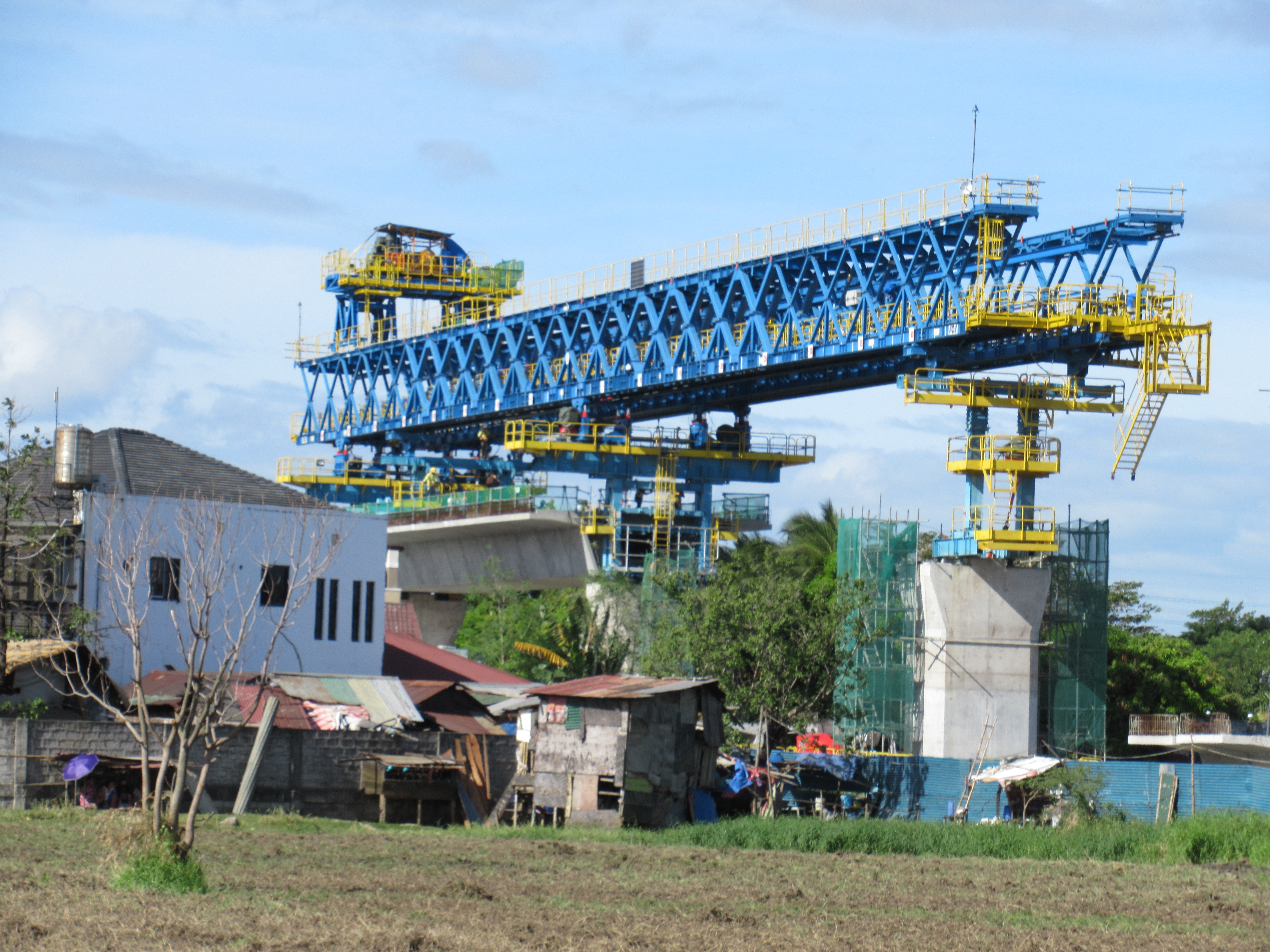
Vorschubgerüst

Das Vorbaugerüst, auch Vorschubgerüst:S. 217 oder Verlegegerät:S. 232 (französisch poutre de lancement, englisch launching gantry), wird zur abschnittsweisen Herstellung des Überbaus langer Spannbeton-Hohlkastenbrücken aus vorgefertigten Segmenten unter anderem im Freivorbau verwendet.
Das Vorbaugerüst ist ein fahrbares, über zwei, meist über zweieinhalb Brückenfelder reichendes stählernes Gerüst mit einem Laufkran, das sich auf die bereits ausgeführten Pfeiler abstützt. Es nimmt die im Kontaktverfahren hergestellten und über die bereits vorhandenen Abschnitte der Brücke angelieferten Hohlkastensegmente auf und transportiert sie an ihren vorgesehenen Platz im Überbau.
Im traditionellen Verfahren werden die 2 bis 3 m langen Segmente paarweise zu beiden Seiten des äußeren Pfeilers platziert, um das Gleichgewicht zu wahren. Dort werden sie mit Epoxidharz mit den Enden der bereits ausgeführten Kragarme verklebt und mit Spanngliedern verankert. Für den statischen Zusammenhalt der Blöcke sorgt allein die abschnittsweise eingelegte Spannbewehrung. Sobald ein Brückenfeld auf diese Weise geschlossen und der Kragarm auf der anderen Seite des Pfeilers bis zur Mitte der nächsten Brückenöffnung vorgebaut ist, wird das Vorbaugerüst zum nächsten Brückenfeld weitergefahren.
Die weiterentwickelten Verfahren nehmen Hohlkastensegmente von bis zu 40 m Länge auf und platzieren sie auf den beiden Pfeilern.
Das Vorbaugerüst wurde von Jean Muller 1963 entwickelt und erstmals in Frankreich in den Jahren 1964 bis 1966 beim Bau des Viaduc d’Oléron eingesetzt.
Es ist nicht zu verwechseln mit der in Deutschland in den Jahren 1959 bis 1964 entwickelten Vorschubrüstung (Vorschubgerüst), die der Herstellung des Überbaus durch Ortbeton mittels eines verschieblichen Schalungsgerüsts dient.